# Ivana Iozzia
Ivana Iozzia, née le 18 février 1973 à Côme, est une coureuse de fond italienne spécialisée en marathon et course en montagne. Elle est triple championne d'Italie de marathon.

## Biographie
Pratiquant d'abord le volley-ball, Ivana commence l'athlétisme en 2000 lorsque son employeur lui offre un dossard pour le marathon de New York. Saisissant l'occasion de participer à cette course mythique, elle prend le départ relativement peu préparée. À sa propre surprise, elle réalise une bonne course et se classe 21e en 2 h 48 min 29 s. À la suite de cette performance, elle décide de réorienter sa carrière sportive vers la course de fond,.
Ivana remporte son premier marathon en 2004 en s'imposant à Reggio d'Émilie. Elle confirme son talent pour la discipline en s'imposant ensuite au marathon de Sant'Antonio 2005 à Padoue. L'épreuve comptant comme championnats d'Italie de la spécialité, elle remporte son premier titre de championne d'Italie.
Le 18 mars 2007, elle effectue une solide course lors du marathon de Rome. Faisant sa course dans le top 10, elle se classe huitième en 2 h 35 min 26 s, améliorant de quatorze secondes son record personnel. Terminant meilleure Italienne, elle remporte également son deuxième titre national sur la distance.
Le 13 décembre 2009, elle domine le marathon de Reggio d'Émilie. Menant la course de bout en bout, elle s'impose avec cinq minutes d'avance sur la Kényane Emily Perpetua Chepkorir. Elle établit un nouveau record du parcours en 2 h 35 min 52 s.
Après avoir subi une opération au foie en 2011, Ivana remporte le marathon d'Italie 2012 en battant l'Éthiopienne Megertu Tafa Megersa. Elle décroche ainsi son troisième titre de championne d'Italie de marathon.
Pratiquant également la course en montagne, Ivana s'investit plus sérieusement dans la discipline à partir de 2013. Prenant part avec l'équipe nationale au Challenge mondial de course en montagne longue distance 2013 à Szklarska Poręba, elle se classe huitième et remporte la médaille d'or au classement par équipes avec Antonella Confortola et Ornella Ferrara. En novembre 2013, après s'être débarrassée d'un carcinome, elle prend un bon départ lors du marathon de Turin. Courant la première moitié de course aux côtés de Fatna Maraoui, elle prend les devants à mi-course et s'envole en tête. Elle s'impose en 2 h 34 min 12 s avec plus de sept minutes d'avance sur la Portugaise Monica Silva.
Le 3 octobre 2016, elle prend le départ du Drei-Länder Marathon à Brégence. Menée dans un premier temps par la favorite Brendah Kebaya, elle hausse le rythme en seconde partie de course et s'envole vers la victoire, terminant avec sept minutes d'avance sur la Kényane.
Le 1er juillet 2017, elle parvient à battre la favorite Aline Camboulives lors du marathon de Zermatt pour remporter la victoire. Elle double la mise l'année suivante en s'imposant aisément avec près de huit minutes d'avance sur la Britannique Sarah Tunstall.

## Palmarès

### Route
| Année | Compétition                               | Lieu            | Place | Épreuve       | Temps           |
| ----- | ----------------------------------------- | --------------- | ----- | ------------- | --------------- |
| 2002  | Marathon de Sant'Antonio                  | Padoue          | 3e    | Marathon      | 2 h 45 min 8 s  |
| 2003  | Marathon de Berlin                        | Berlin          | 12e   | Marathon      | 2 h 35 min 40 s |
| 2004  | Stramilano                                | Milan           | 3e    | Semi-marathon | 1 h 15 min 9 s  |
| 2004  | Championnats du monde de semi-marathon    | New Delhi       | 30e   | Semi-marathon | 1 h 15 min 59 s |
| 2004  | Marathon de Reggio d'Émilie               | Reggio d'Émilie | 1re   | Marathon      | 2 h 37 min 28 s |
| 2005  | Semi-marathon Roméo et Juliette           | Vérone          | 1re   | Semi-marathon | 1 h 14 min 16 s |
| 2005  | Stramilano                                | Milan           | 3e    | Semi-marathon | 1 h 13 min 43 s |
| 2005  | Marathon de Sant'Antonio                  | Padoue          | 1re   | Marathon      | 2 h 35 min 54 s |
| 2005  | Championnats du monde de semi-marathon    | Edmonton        | 37e   | Semi-marathon | 1 h 15 min 46 s |
| 2005  | Giro al Sas                               | Trente          | 2e    | 10 kilomètres | 33 min 56 s     |
| 2005  | Semi-marathon Garda Trentino              | Riva del Garda  | 1re   | Semi-marathon | 1 h 13 min 51 s |
| 2005  | Marathon de Florence                      | Florence        | 2e    | Marathon      | 2 h 41 min 48 s |
| 2006  | Corriferrara                              | Ferrare         | 2e    | Semi-marathon | 1 h 13 min 32 s |
| 2006  | Stramilano                                | Milan           | 3e    | Semi-marathon | 1 h 13 min 26 s |
| 2006  | Marathon de Sant'Antonio                  | Padoue          | 2e    | Marathon      | 2 h 36 min 16 s |
| 2006  | Championnats du monde de course sur route | Debrecen        | 35e   | 20 kilomètres | 1 h 10 min 27 s |
| 2006  | Marathon de Venise                        | Venise          | 3e    | Marathon      | 2 h 36 min 13 s |
| 2007  | Corriferrara                              | Ferrare         | 2e    | Semi-marathon | 1 h 13 min 44 s |
| 2007  | Marathon de Rome                          | Rome            | 8e    | Marathon      | 2 h 35 min 26 s |
| 2007  | Marathon de Venise                        | Venise          | 3e    | Marathon      | 2 h 34 min 52 s |
| 2008  | Stralugano                                | Lugano          | 1re   | 30 kilomètres | 1 h 48 min 57 s |
| 2008  | Italian Marathon Memorial Enzo Ferrari    | Carpi           | 3e    | Marathon      | 2 h 34 min 7 s  |
| 2008  | Marathon de Milan                         | Milan           | 4e    | Marathon      | 2 h 37 min 32 s |
| 2009  | Cross della Vallagarina                   | Villa Lagarina  | 3e    | Cross-country | 19 min 42 s     |
| 2009  | Corriferrara                              | Ferrare         | 1re   | Semi-marathon | 1 h 13 min 47 s |
| 2009  | Marathon de Sant'Antonio                  | Padoue          | 5e    | Marathon      | 2 h 34 min 22 s |
| 2009  | Semi-marathon de Bologne                  | Bologne         | 1re   | Semi-marathon | 1 h 13 min 7 s  |
| 2009  | Stralugano                                | Lugano          | 1re   | 30 kilomètres | 1 h 47 min 50 s |
| 2009  | Semi-marathon Garda Trentino              | Riva del Garda  | 1re   | Semi-marathon | 1 h 12 min 55 s |
| 2009  | Marathon de Florence                      | Florence        | 4e    | Marathon      | 2 h 37 min 35 s |
| 2009  | Marathon de Reggio d'Émilie               | Reggio d'Émilie | 1re   | Marathon      | 2 h 35 min 52 s |
| 2010  | Marathon de Berlin                        | Berlin          | 11e   | Marathon      | 2 h 39 min 29 s |
| 2011  | Marathon de Sant'Antonio                  | Padoue          | 4e    | Marathon      | 2 h 35 min 58 s |
| 2012  | Italian Marathon Memorial Enzo Ferrari    | Carpi           | 1re   | Marathon      | 2 h 35 min 34 s |
| 2013  | Giro Media Blenio                         | Dongio          | 1re   | 10 kilomètres | 35 min 57 s     |
| 2013  | Marathon de Turin                         | Turin           | 1re   | Marathon      | 2 h 34 min 12 s |
| 2016  | Giro Media Blenio                         | Dongio          | 3e    | 10 kilomètres | 36 min 49 s     |
| 2016  | Drei-Länder Marathon                      | Brégence        | 1re   | Marathon      | 2 h 40 min 8 s  |
| 2016  | Marathon de Venise                        | Venise          | 3e    | Marathon      | 2 h 37 min 4 s  |
| 2017  | Marathon de Stara Zagora                  | Stara Zagora    | 2e    | Marathon      | 2 h 42 min 24 s |
| 2017  | Drei-Länder Marathon                      | Brégence        | 2e    | Marathon      | 2 h 43 min 47 s |
| 2018  | Giro Media Blenio                         | Dongio          | 3e    | 10 kilomètres | 37 min 9 s      |
| 2020  | Monza21 Half Marathon                     | Monza           | 3e    | Semi-marathon | 1 h 20 min 24 s |

### Course en montagne
| no  | féminin            | Course                                                      | Longueur | Départ            | Temps           |
| --- | ------------------ | ----------------------------------------------------------- | -------- | ----------------- | --------------- |
| 21e | Médaille d'or      | Kilomètre vertical Chiavenna-Lagùnc                         | 3,4 km   | 30 juillet 2000   | 44 min 46 s     |
| 13e | Médaille d'or      | Kilomètre vertical Chiavenna-Lagùnc                         | 3,4 km   | 29 juillet 2001   | 43 min 27 s     |
| 13e | Médaille d'or      | Kilomètre vertical Chiavenna-Lagùnc                         | 3,4 km   | 28 juillet 2002   | 44 min 34 s     |
| 29e | Médaille d'or      | Stralivigno                                                 | 21 km    | 31 juillet 2005   | 1 h 29 min 43 s |
| 40e | Médaille de bronze | Stralivigno                                                 | 21 km    | 6 août 2006       | 1 h 29 min 26 s |
| 32e | Médaille d'or      | Stralivigno                                                 | 21 km    | 29 juillet 2007   | 1 h 29 min 30 s |
| 19e | Médaille d'argent  | Stralivigno                                                 | 21 km    | 3 août 2008       | 1 h 28 min 34 s |
| 26e | Médaille de bronze | Stralivigno                                                 | 21 km    | 2 août 2009       | 1 h 29 min 28 s |
| 25e | Médaille d'argent  | Stralivigno                                                 | 21 km    | 25 juillet 2010   | 1 h 28 min 47 s |
| 23e | Médaille d'or      | Stralivigno                                                 | 21 km    | 31 juillet 2011   | 1 h 29 min 31 s |
| 22e | Médaille d'or      | Stralivigno                                                 | 21 km    | 29 juillet 2012   | 1 h 28 min 55 s |
| 18e | Médaille d'argent  | Stralivigno                                                 | 21 km    | 27 juillet 2013   | 1 h 26 min 8 s  |
| 48e | 8e                 | Challenge mondial de course en montagne longue distance     | 41 km    | 3 août 2013       | 4 h 1 min 57 s  |
| 36e | Médaille de bronze | Mémorial Partigiani Stellina                                | 11 km    | 24 août 2014      | 1 h 21 min 29 s |
| 45e | 6e                 | Marathon de la Jungfrau                                     | 42,2 km  | 13 septembre 2014 | 3 h 42 min 19 s |
| 34e | Médaille de bronze | Course de montagne de Gamperney                             | 8,8 km   | 31 mai 2015       | 54 min 49 s     |
| 53e | 7e                 | Championnats du monde de course en montagne longue distance | 42,2 km  | 4 juillet 2015    | 3 h 39 min 5 s  |
| 36e | Médaille d'argent  | Fletta Trail                                                | 21 km    | 19 juillet 2015   | 1 h 47 min 50 s |
| 36e | Médaille de bronze | Mémorial Partigiani Stellina                                | 11 km    | 23 août 2015      | 1 h 21 min 52 s |
| 15e | Médaille d'or      | Marathon de Zermatt                                         | 42,2 km  | 1er juillet 2017  | 3 h 39 min 55 s |
| 8e  | Médaille d'or      | Marathon de Zermatt                                         | 42,2 km  | 7 juillet 2018    | 3 h 36 min 20 s |
| 50e | 6e                 | Marathon de la Jungfrau                                     | 42,2 km  | 8 septembre 2018  | 3 h 40 min 16 s |
| 12e | Médaille d'argent  | Marathon de Zermatt                                         | 42,2 km  | 3 juillet 2021    | 3 h 41 min 19 s |
| 11e | Médaille d'argent  | Swiss Alpine Marathon K43                                   | 42,7 km  | 25 juillet 2021   | 3 h 52 min 34 s |
| 12e | Médaille d'or      | Marathon de Zermatt                                         | 42,2 km  | 2 juillet 2022    | 3 h 40 min 4 s  |
| 9e  | Médaille d'or      | Stralivigno                                                 | 21 km    | 23 juillet 2022   | 1 h 28 min 6 s  |
| 10e | Médaille d'argent  | Marathon de Zermatt                                         | 42,2 km  | 1er juillet 2023  | 3 h 41 min 44 s |
| 25e | Médaille d'or      | Stralivigno                                                 | 21 km    | 22 juillet 2023   | 1 h 32 min 3 s  |
| 7e  | Médaille d'argent  | Davos X-Trails Gold                                         | 42,7 km  | 29 juillet 2023   | 4 h 3 min 32 s  |
| 29e | Médaille d'argent  | Stralivigno                                                 | 21 km    | 20 juillet 2024   | 1 h 32 min 43 s |
| 14e | Médaille de bronze | Davos X-Trails Gold                                         | 42,7 km  | 27 juillet 2024   | 4 h 7 min 35 s  |
| 41e | 6e                 | Marathon de la Jungfrau                                     | 42,2 km  | 7 septembre 2024  | 3 h 49 min 33 s |
| 7e  | Médaille de bronze | Marathon de Zermatt                                         | 42,2 km  | 5 juillet 2025    | 3 h 45 min 21 s |

## Records
| Épreuve       | Performance     | Date              | Lieu            |
| ------------- | --------------- | ----------------- | --------------- |
| 3 000 mètres  | 9 min 49 s 4    | 3 juin 2004       | Milan           |
| 5 000 mètres  | 16 min 40 s 41  | 21 juin 2004      | Chiasso         |
| 10 000 mètres | 34 min 12 s 8   | 27 août 2009      | Guanzate        |
| 5 kilomètres  | 16 min 29 s     | 27 mai 2006       | Reggio d'Émilie |
| 10 kilomètres | 33 min 56 s     | 8 octobre 2005    | Trente          |
| 15 kilomètres | 52 min 39 s     | 28 juin 2009      | Porto           |
| 10 miles      | 58 min 47 s     | 19 avril 2015     | Colorno         |
| 20 kilomètres | 1 h 10 min 27 s | 8 octobre 2006    | Debrecen        |
| Semi-marathon | 1 h 12 min 55 s | 15 novembre 2009  | Riva del Garda  |
| 30 kilomètres | 1 h 47 min 30 s | 20 septembre 2009 | Lugano          |
| Marathon      | 2 h 34 min 12 s | 17 novembre 2013  | Turin           |